# Terellia tribulicola
Terellia tribulicola är en tvåvingeart som först beskrevs av Senior-white 1922.  Terellia tribulicola ingår i släktet Terellia och familjen borrflugor. Inga underarter finns listade i Catalogue of Life.